# Provato per voi
Provato per voi è un programma televisivo italiano condotto da Paolo Casiraghi, Omar Fantini e Gianluca Fubelli. La puntata pilota è andata in onda il 18 dicembre 2012.

## Puntate

### Puntata pilota
La puntata pilota  è andata in onda il 18 dicembre 2012 e hanno partecipato in qualità di ospiti Andrea Pucci, Rosalba Forciniti e Clemente Russo. Gianluca Fubelli ha provato il bungee jumping, Omar Fantini ha posato nudo per una classe di una scuola d'arte, Paolo Casiraghi ha provato le acrobazie con la moto da cross, Rosalba Forciniti ha guidato un autobus in una pista, Andrea Pucci ha provato l'implantologia dei capelli e Clemente Russo si è esibito con un ballo hip hop.